# Захарин
Захаринът (Е954) е изкуствен подсладител, създаден от немския химик Константин Фалберг през XIX век. Главната съставка, бензоичен сулфимид, няма никаква хранителна енергия и е 300 – 400 пъти по-сладка от захарозата. Слаборазтворим във вода. Не се усвоява от организма. Безопасен за консумация, вкл. от диабетици. Изхвърля се чрез урината. Захаринът често се използва като подсладител на бонбони, безалкохолни напитки, лекарства, пасти за зъби и др.